# Hans-Jürgen Förster
Hans-Jürgen Förster war Bundesanwalt beim Bundesgerichtshof.
Bevor Förster im November 1996 Leiter des Verfassungsschutzes Brandenburg wurde, war er Oberstaatsanwalt bei der Bundesanwaltschaft und zuständig für Spionage-Strafsachen. Von 2000 bis 2008 war Förster ständiger Vertreter des Leiters der Abteilung Innere Sicherheit im Bundesministerium des Innern. Seit 2008 war er Bundesanwalt beim Bundesgerichtshof.
Förster war Pressesprecher der Generalbundesanwälte Rebmann, von Stahl und Nehm.
Er gab dem Bundesinnenministerium am 22. September 2012 den Hinweis, er habe im Rahmen des ersten NPD-Verbotsverfahrens Ralf Wohlleben auf einer Liste mit V-Leuten gesehen. Im ersten Bundestags-NSU-Untersuchungsausschuss bekräftigte er am 22. November 2012 seine Erinnerung an einen V-Mann mit dem Nachnamen Wohlleben.
Förster arbeitet inzwischen für die Kanzlei Prehn und Thürmann.

## Schriften
- Gesetz über Ordnungswidrigkeiten. Hrsg. von Hans-Jürgen Förster, Siegfried Herrmann, Kurt Rebmann und Werner Roth. ISBN 978-3-17-018020-8